# Шихово (Междуреченский район)
Шихово — деревня в Междуреченском районе Вологодской области.
Входит в состав Ботановского сельского поселения, с точки зрения административно-территориального деления — в Ботановский сельсовет.
Расстояние по автодороге до районного центра Шуйского — 34 км, до центра муниципального образования Игумницева — 2 км. Ближайшие населённые пункты — Брунчаково, Кузьминское, Стромилово.
По переписи 2002 года население — 3 человека.